# Stygnidius inflatus
Stygnidius inflatus – gatunek kosarza z podrzędu Laniatores i rodziny Stygnidae.

## Systematyka
Gatunek ten opisał Félix Édouard Guérin-Méneville; opis ukazał się w 1842 roku na łamach czasopisma „Magasin de Zoologie” w artykule Paula Gervaisa. Autor nadał gatunkowi nazwę Stygnus inflatus, a jako miejsce typowe wskazał Kajennę (Gujana Francuska).

## Występowanie
Gatunek występuje w północnej części Ameryki Południowej. Wykazany dotychczas z Wenezueli, Gujany Francuskiej i Brazylii.